# Franco Coppola
Franco Coppola (Maglie, 31 maart 1957) is een Italiaanse prelaat van de Katholieke Kerk. Sinds 2021 is hij nuntius - of diplomatiek vertegenwoordiger van de Heilige Stoel - in België en Luxemburg.
Op 15 maart 2022 overhandigde Coppola zijn geloofsbrief aan de Belgische koning Filip I.
- Gemeinsame Normdatei: 1286018269
- International Standard Name Identifier: 0000 0000 6270 3386
- Nederlandse Thesaurus van Auteursnamen: 143318942
- Istituto Centrale per il Catalogo Unico: LIGV054240
- Virtual International Authority File: 89596559